# Maarkaba
Ma'arkaba (tiếng Ả Rập: معركبة) là một ngôi làng Syria nằm trong phó huyện Suran ở huyện Hama. Theo Cục Thống kê Trung ương Syria (CBS), Ma'arkaba có dân số 494 người trong cuộc điều tra dân số năm 2004.